# 安康富強機場
安康富強機場是一座运营中的中国机场，位於陝西省安康市漢濱區富強鎮，距市中心西北15.5公里。
该机场于2013年1月獲国务院、中央軍委批准立項，7月可行性研究通過國家發改委評審。機場于2020年9月25日啟用後，取代了原有的五里鋪機場。

## 技術資料
機場飛行區按照民航4C級標準設計，新建跑道長2600米，新建航站樓面積約5500平方米，每年可滿足30萬人次進出需要，工程總投資約15億元人民币。預計2020年旅客輸送量為30萬人次、貨郵輸送量750噸。

## 航點
2025夏秋航季
| 航空公司     | 目的地                     |
| ------------ | -------------------------- |
| 中国联合航空 | 北京/大兴                  |
| 中国东方航空 | 上海/浦东                  |
| 中国南方航空 | 广州、深圳                 |
| 首都航空     | 杭州                       |
| 天津航空     | 杭州、长沙、乌鲁木齐、榆林 |
| 春秋航空     | 兰州、常州                 |
| 厦门航空     | 武汉、泉州                 |